# Hausbay

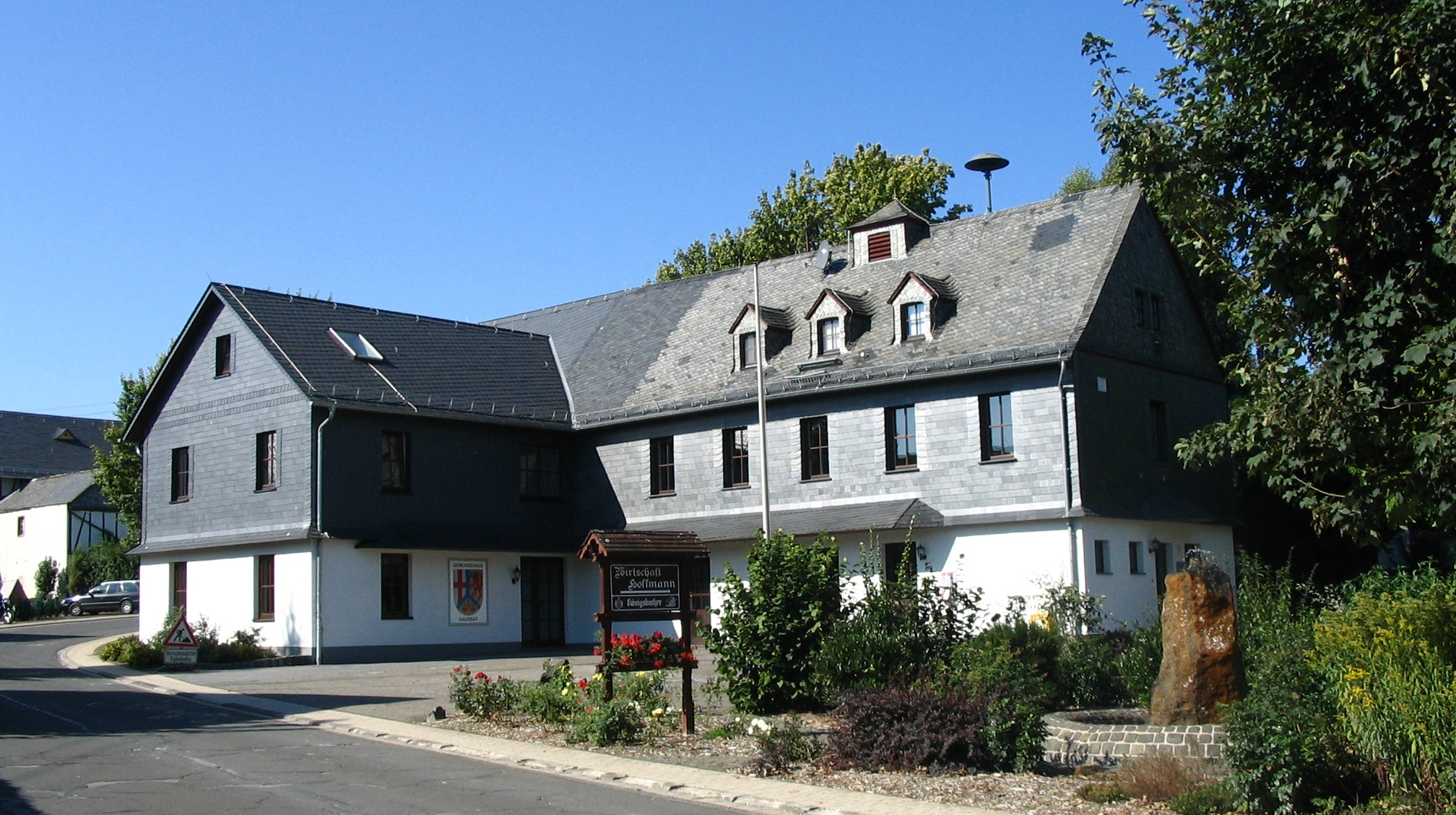
Gemeindehaus in Hausbay (Hunsrück)

Hausbay ist eine Ortsgemeinde im Rhein-Hunsrück-Kreis in Rheinland-Pfalz. Sie gehört der Verbandsgemeinde Hunsrück-Mittelrhein an.
In etwa 500 m Höhe südwestlich beziehungsweise südöstlich der Gemeinde entspringen die Quellbäche des Baybachs, der sich im späteren Verlauf in dem sehenswerten Baybachtal mit seinem teilweise klammähnlichen Flair und den Mühlen bis zur Mündung in die Mosel in Burgen fortsetzt.

## Geschichte
Im Jahre 1275 wurde Hausbay erstmals erwähnt in einer Urkunde des Stifts St. Martin in Worms, in der der dortige Zehnt an Hermann von Milwalt verliehen wurde. Der Ortsname geht vermutlich auf ein Haus zurück, das am Baybach stand. Der Ort war im Mittelalter geteilt. Eine Hälfte gehörte zum Gallscheider Gericht und damit seit 1314 zu Kurtrier, die andere durch den Baybach getrennte Hälfte gehörte zur Niedergrafschaft Katzenelnbogen. Bis etwa 1800 hatte der Ort etwa 10 Feuerstellen und 60 Bewohner. Mit der Besetzung des linken Rheinufers 1794 durch französische Revolutionstruppen wurde der Ort französisch, 1815 wurde er auf dem Wiener Kongress dem Königreich Preußen zugeordnet. Seit 1946 ist der Ort Teil des damals neu gebildeten Landes Rheinland-Pfalz. Heute hat der Ort etwa 200 Einwohner. Von den 36 landwirtschaftlichen Betrieben 1950 bestanden 1979 noch 17.

### Filialkirche St. Laurentius
Die katholische Filialkirche St. Laurentius wurde zwischen 1904 und 1908 als geosteter, neugotischer Backsteinsaal unter dem Architekten Johann Monnerjahn aus Dörth erbaut.
Die Fenster in der eingezogenen, polygonalen Apsis wurden um 1910 von einem unbekannten Künstler geschaffen. Das Rundfenster oberhalb des neugotischen Altars symbolisiert das Herz Jesu und wurde nach der Inschrift von Anna Liesenfeld aus Schwall gestiftet. Die übrigen sechs Fenster des Saals entstanden 1990 in der Werkstatt Kaschenbach in Trier.
Bis in die frühen 1970er Jahre befand sich auf der Empore ein Harmonium, das durch ein elektronisches Instrument ersetzt wurde.
Im Rahmen der Liturgiereform des Zweiten Vatikanischen Konzils wurde der Altarraum in den 1980er Jahren umgestaltet. Fünf der insgesamt sechs hölzernen Maßwerkeinsätze der früheren Kommunionbank wurden in dem neugestalteten Altar, ein weiterer im Ambo verwendet. Altar und Ambo entstanden in der Werkstatt eines ortsansässigen Schreiners.
Bis zur Umpfarrung 1985 gehörte die Kirche zur Pfarrei St. Stephanus in Bickenbach. Heute ist sie dem Pfarrbezirk St. Sebastian in Lingerhahn zugehörig.

## Politik

### Gemeinderat
Der Gemeinderat in Hausbay besteht aus sechs Ratsmitgliedern, die bei der Kommunalwahl am 9. Juni 2024 in einer Mehrheitswahl gewählt wurden, und dem ehrenamtlichen Ortsbürgermeister als Vorsitzendem.

### Bürgermeister
Ortsbürgermeister ist Thomas Stroschein. Bei der Direktwahl am 26. Mai 2019 war kein Gegenkandidat angetreten; Stroschein wurde vom Gemeinderat am 19. Juni 2019 wiedergewählt. Für die Direktwahl am 9. Juni 2024 wurde erneut kein Wahlvorschlag eingereicht. Thomas Stroschein wurde auf der konstituierenden Sitzung des Rates am 10. Juli 2024 für weitere fünf Jahre in seinem Amt bestätigt.

### Wappen
| Wappen von Hausbay | Blasonierung: „Durch einen gewellten blauen Göpel geteilt; vorne in Silber ein rotes Balkenkreuz; hinten in Gold ein blaugekrönter, -bewehrter und -gezungter, herschauender roter Löwe; unten in Gold eine rote Waage.“                                          |
| Wappen von Hausbay | Wappenbegründung: Das rote Kreuz steht für Kurtrier, der Löwe für Katzenelnbogen und die Waage für das Gallscheider Gericht. Der blaue Göpel symbolisiert die drei Bäche: Lingerhahner Bach und Kelsiter Bach, die im Ort zusammenfließen und den Baybach bilden. |

## Gewerbe und Industrie

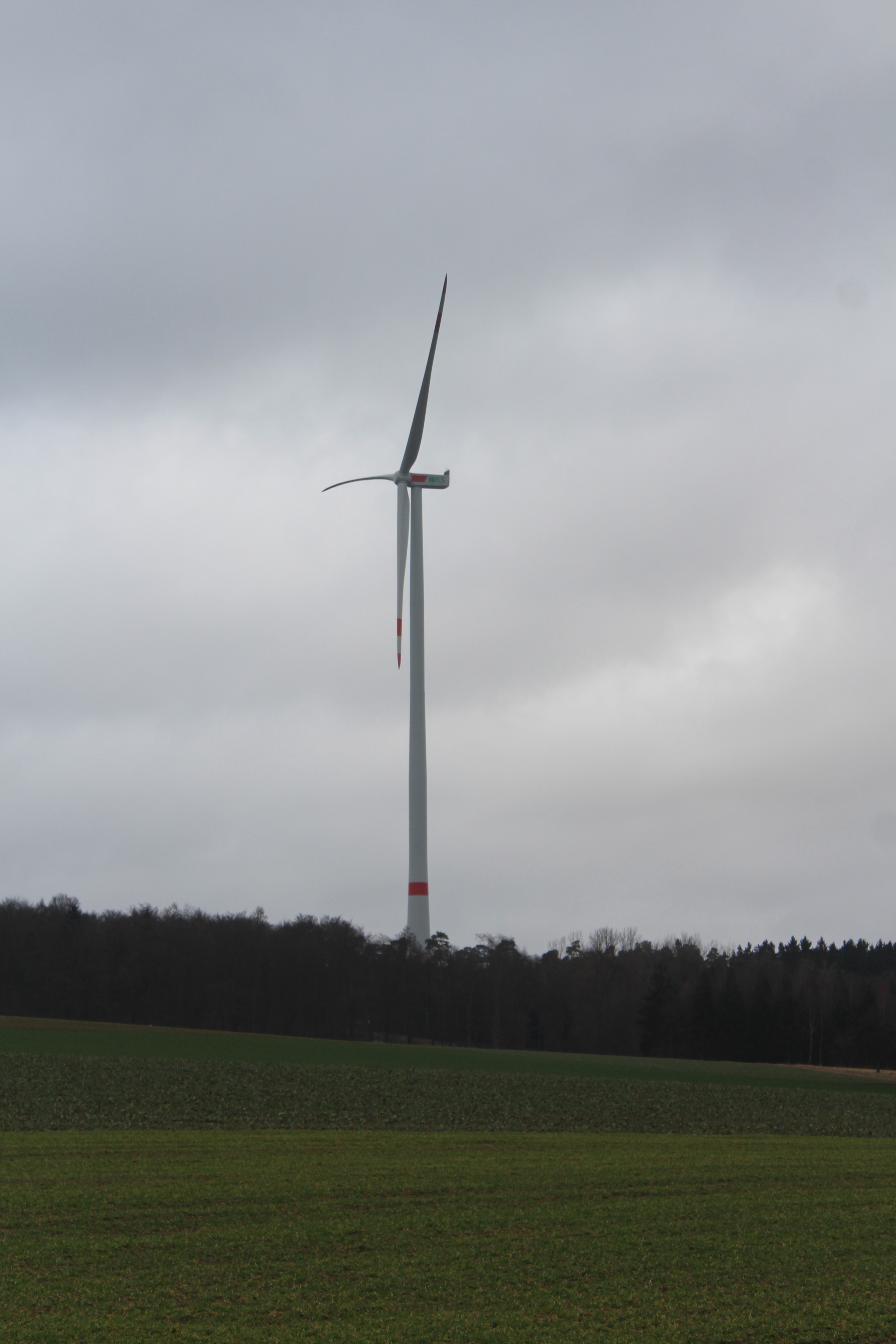
Nordex N131/3300 Windkraftanlage Hausbay – bei Inbetriebnahme die höchste Windkraftanlage der Welt

Obwohl überwiegend landwirtschaftlich geprägt, war in Hausbay um 1864 eine Eisensteingrube mit 14 Arbeitern in Betrieb. Von 1963/64 bis 1980 befand sich im Ort eine Niederlassung der Blechwarenfabrik Aubach (Hauptsitz in Neuwied). Seit 1994 wird das Gebäude von der Firma Jedermann AG genutzt.
Im Jahr 2016 wurde nordwestlich von Hausbay bei 50° 6′ 59″ N, 7° 32′ 37″ O der Prototyp der Windkraftanlage Nordex N131/3300 mit 164 Meter Nabenhöhe in Betrieb genommen, die bei einem Rotordurchmesser von 131 Metern über eine Nennleistung von 3300 kW verfügt. Diese Anlage war bei Inbetriebnahme mit 229,5 Meter Gesamthöhe bis zur Blattspitze in 12-Uhr-Position die höchste Windkraftanlage der Welt und eines der höchsten Bauwerke in Rheinland-Pfalz. Im ersten Betriebsjahr erzielte die Anlage bei 6,1 m/s durchschnittlicher Windgeschwindigkeit und trotz phasenweiser Abschaltung für planmäßige Vermessungszwecke einen Energieertrag von über 9 Mio. kWh. Zwei weitere baugleiche Anlagen befanden sich Mitte 2017 bei Hausbay in der Errichtung.